# Układ krwionośny otwarty

Anatomia pająka. Naczynia krwionośne zaznaczone na czerwono

Układ krwionośny otwarty, układ krążenia otwarty – układ krążenia, w którym krew, zwykle zmieszana z limfą w hemolimfę, wylewa się do jam ciała, obmywając je i dostarczając składniki pokarmowe i tlen. W układzie tego typu krew może krążyć częściowo w naczyniach a częściowo w jamie ciała. Taki typ układu krwionośnego występuje u większości zwierząt.

## Stawonogi
U stawonogów hemolimfa wypełnia wolne przestrzenie jamy ciała, zwanej tu hemocelem, obmywając narządy. Układ krwionośny stawonogów ma różny stopień skomplikowania, zależny ściśle od posiadanych narządów oddechowych i rozmiarów ciała. Bardziej złożony, mający liczne naczynia układ krążenia cechuje formy oddychające skrzelami i płucami książkowymi (workami płucnymi). Wraz z rozbudowywaniem systemu tchawek, doprowadzającego tlen do wszystkich części ciała, redukcji ulega system naczyń. Ponadto układ krwionośny może zanikać całkowicie w przypadku miniaturyzacji ciała – wówczas hemolimfę w obieg wprawiają skurcze zatok hemocelu i ruch zwierzęcia. 
Głównym naczyniem pompującym krew jest położone grzbietowo serce (u części wijów też mniejsze, położone w spodniej części ciała naczynie brzuszne). U form prymitywnych, jak ostrogony, kikutnice i niektóre skorupiaków serce ciągnąć się może przez całe ciało lub jego większą część. U pajęczaków leży ono w opistosomie, u wijów w tułowiu, u licznych skorupiaków w tułowiu lub głowotułowiu, a u sześcionogów w odwłoku. Serce leży w zatoce osierdziowej i podziurawione jest po bokach wyposażonymi w zastawki ostiami, których liczba może być różna (najmniej jedna para). Typowo z serca odchodzą: aorta przednia i aorta tylna, które mogą być różnie porozgałęziane. W bardziej rozbudowanych systemach obecne są także arterie boczne (np. u skorpionów jest ich 9 par) oraz żyły zbierające natlenowaną hemolimfę z narządów oddechowych. U owadów spotyka się też mniejsze narządy tętniące u nasady długich przydatków (np. czułków), poprawiające ich ukrwienie.

## Mięczaki

Anatomia małża z rodziny przegrzebkowatych. Tętnice zaznaczone na jasnoniebiesko; żyły na biało z szarym obrysem

Wszystkie mięczaki z wyjątkiem głowonogów mają otwarty układ krążenia, zwykle wyposażony w położone w osierdziu serce. Najsłabiej rozwinięty układ ten jest u łódkonogów, u których jedynym naczyniem jest niewielka wypukłość na osierdziu. 
U bruzdobrzuchów jedynym naczyniem jest dwuprzedsionkowe serce, a resztę układu stanowią zatoki i lakuny. U chitonów obok serca (komora i 2 przedsionki), zatok i lakun występuje aorta środkowo-grzbietowa z licznymi odgałęzieniami wiodącymi do mięśni i gonad. 
U ślimaków serce składa się z komory i jednego lub dwóch przedsionków. Wychodząca z komory aorta dzieli się na pień przedni i tylny, z których krew wylewa się do zatok ciała. Krew z narządów oddechowych do serca wraca żyłami skrzelowymi lub płucnymi. Taki układ może być różnorodnie modyfikowany, w tym zanikać może osierdzie i serce.
U małży serce składa się z komory i dwóch przedsionków. Wychodząca zeń aorta przednia rozdwaja się na tętnicę trzewiową i tętnicę nożną. Pierwsza doprowadza krew do jelit, wątrobotrzustki i gonad, zaś druga do przedniej części ciała. Z serca wychodzić może również aorta tylna, natomiast gdy jej brak jej funkcję przejmuje tętnica trzewiowa. Wspomniane tętnice rozgałęziają się na drobne naczynka i dopiero z nich krew wylewa się do zatok. Najważniejsza z nich, zatoka żylna, kieruje większość krwi do nerki celem oczyszczenia z produktów przemiany materii. Z nerki krew zbierana jest tętnicami skrzelowymi do skrzeli, skąd po wymianie gazowej trafia żyłami skrzelowymi do przedsionków.

## Wtórouste
Układ krwionośny szkarłupni ma postać naczyń i zatok będących pozostałościami blastocelu i pozbawionych w ścianach śródbłonka. Za skurcze odpowiadają włókna mięśniowe otaczające zatoki. Typowo głównymi naczyniami są dwa naczynia okrężne: wokół przełyku i w ścianach jelita środkowego oraz naczynie prostopadłe.
U półstrunowców układ krążenia budują zbudowane ze śródbłonka i mięśni: naczynie grzbietowe, naczynie brzuszne, naczynia obwodowe, łącznotkankowy woreczek kurczliwy czyli epikardium oraz system zatok, będących pozostałościami blastocelu. Charakterystyczną cechą jelitodysznych i niektórych pióroskrzelnych są kłębuszki (glomerule). 
Spośród strunowców otwarty układ krążenia mają tylko osłonice. Narządem pompującym krew jest serce, które buduje tkanka mięśniowa poprzecznie prążkowana. Serce ma otwory przedni i tylny, a kierunek przepływu krwi nie jest ustalony – ten sam otwór naprzemiennie pełni rolę wrzutową i wyrzutową. U ogonic krew wylewa się z serca do szczelin w wypełnieniu jamy ciała. U żachw i sprzągli pojawia się system naczyń krwionośnych, z których główne stanowią naczynie endostylowe i podendostylowe.

## Inne zwierzęta
Pazurnice mają prosty układ krążenia otwarty z sercem w zatoce osierdziowej, ciągnącym się przez prawie całe ciało i mającym ostia w każdym segmencie, przez które hemolimfa wylewa się do środkowej jamy ciała.
Wśród czułkowców typowy układ krążenia otwarty mają ramienionogi. Mają one drobne, kurczliwe serce z którego odchodzą dwa naczynia: tylne i przednie. Przednie swymi rozgałęzieniami dociera do czułków, tylne zaś do płaszcza, gonad i metanefrydiów. Końce naczyń otwierają się do zatok jamy ciała. Układ krążenia kryzelnic jest nie całkiem zamknięty, gdyż obok naczyń zakończonych ślepo, występują naczynia otwierające się do zatok podżołądkowych.
W przeciwieństwie do większości pierścienic, w tym pozostałych siodełkowców, zamknięty układ krążenia zanikł u pijawek. U przedstawicieli Rhynchobdellida krew oprócz naczyń krwionośnych krąży również w kanałach i zatokach wtórnej jamy ciała. U Arhynchobdellida z kolei naczyń krwionośnych brak zupełnie i cały krwiobieg realizują kanały i zatoki celomy.